# Аравия Петрейская
Аравия Петрейская (лат. Arabia Petraea), Аравия — пограничная провинция Римской империи, созданная в начале II века. Также Аравией Петрейской именовали одну из трёх частей полуострова (две другие — Аравия Пустынная и Аравия Плодородная.
Аравия вошла в состав империи в 106 году при Траяне в результате аннексии Набатейского царства. Стратегически провинция обеспечивала безопасность Сирии, Иудеи и Египта с юго-востока, а также морских путей по Красному морю. Включала в себя территории современной Иордании, юг современной Сирии, территории Синайского полуострова и северо-западной Саудовской Аравии. Административным центром провинции была Босра. Примерно в 297 году (при Диоклетиане) Аравия была разделена на две провинции: южную и северную с центрами Петрой и Босрой.
Римский период был периодом возобновления экономического процветания Аравии. Римляне отремонтировали старую Царскую дорогу. В аравийских городах появилось много новых строений. Караванная торговля с парфянами на востоке процветала. Романизация коснулась этой провинции, но не в такой степени, как остальные. В правление Септимия Севера территория провинции Аравия Петрейская была расширена.
При императоре Диоклетиане легионерами в Аравии, отошедшей к диоцезу Восток, был построен ряд укреплений, получивших название «Аравийский лимес». В эпоху поздней античности он был демонтирован. После раздела Римской империи Каменистая Аравия стала частью диоцеза Восток. Император Анастасий I признал независимую федерацию арабских племен из Йемена римским союзником с условием, что они будут защищать восточные границы империи. Их царь получил титул патрикия. В 604 году, когда Сасаниды вторглись в Византийскую империю, арабы уже не воевали за византийцев, и потребовалось почти четверть века, пока император Ираклий не изгнал захватчиков в ирано-византийской войне (602—628). Вскоре Аравия вошла в состав зарождавшегося Арабского халифата.